# Erythrodiplax transversa
Erythrodiplax transversa – gatunek ważki z rodziny ważkowatych (Libellulidae). Występuje na terenie Ameryki Południowej.